# 尼日利亚电影

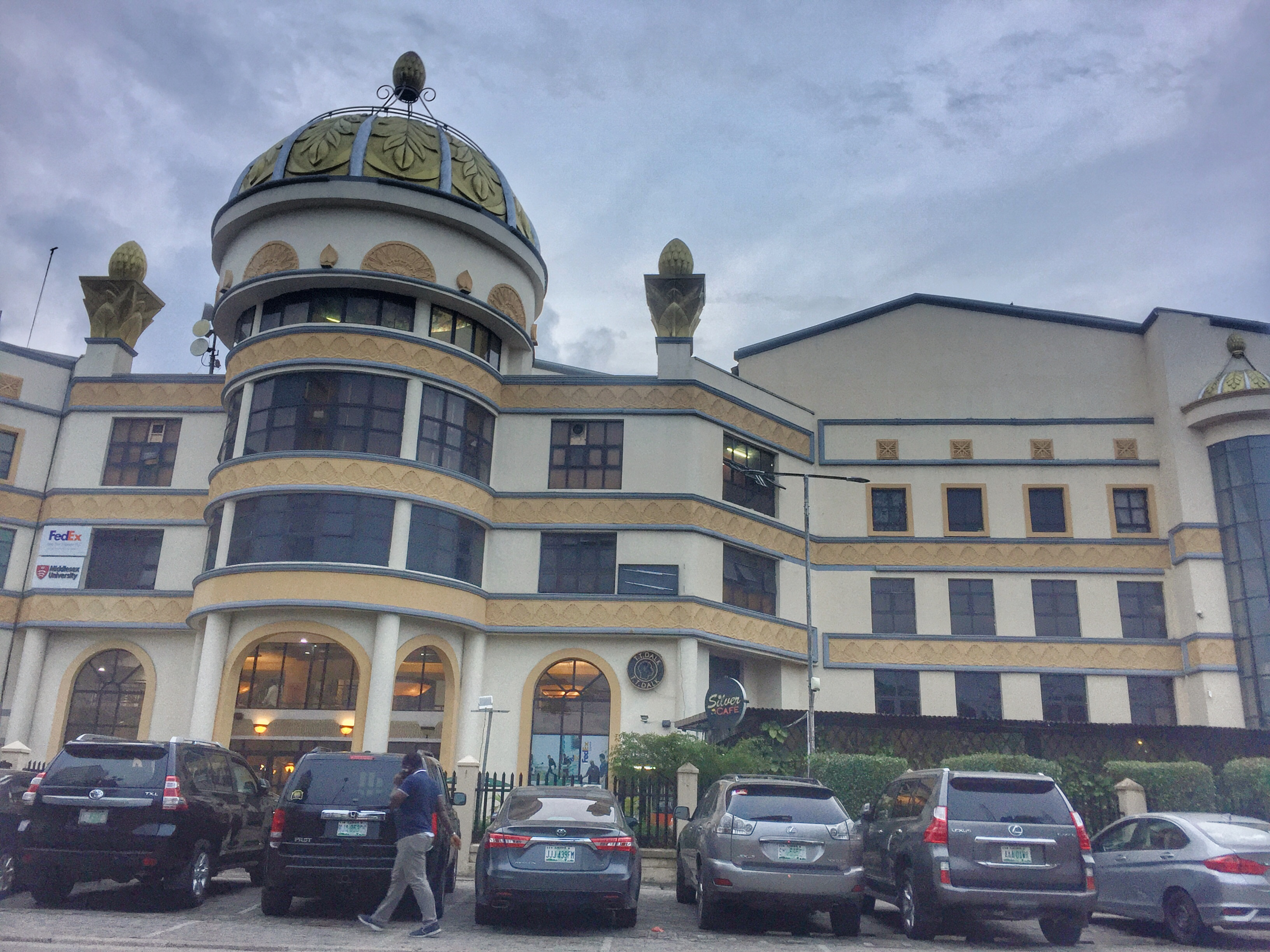
银鸟电影院，位于拉各斯

尼日利亚电影，时常被非正式地称做瑙莱坞，囊括在尼日利亚制作的电影；其历史最早可以追溯到19世纪末至20世纪初的殖民时代。尼日利亚电影业的历史与发展常分为四个主要时代：殖民时代（19世纪晚期-20世纪60年代早期）、黄金时代黄金时代（20世纪50年代晚期-20世纪80年代）、录像片时代（20世纪80年代晚期-21世纪10年代）和新兴的“新尼日利亚电影”（21世纪初至今）。

## 早期历史
尼日利亚电影可以追溯到的历史悠久，像电影本身的历史一样长，起始于19世纪后期使用窥视孔观看电影的设备的应用。在20世纪初，这些设备很快被改进的电影放映设备所取代；在尼日利亚剧院放映的第一部电影是西方电影，这部电影于1903年8月12日至22日在拉各斯的格洛弗纪念馆放映。这一年，赫伯特·麦考利曾邀请西班牙的巴尔博亚公司到尼日利亚组织默片的巡回展。
尽管巴尔博亚先生后来结束了他在拉各斯的展览，继续在其他西非国家放映电影，展览的成功导致欧洲商人斯坦利·琼斯于1903年11月也在格洛弗纪念馆放映电影。这使更多的欧洲电影放映商涌入尼日利亚。这个时期第一部走红的电影出现在1904年8月3日，那一天放映的是阿贝奥库塔土王（英語：Alake）访问英国的纪录片。

## 殖民时代
殖民时期的电影人从20世纪20年代开始为尼日利亚的当地观众制作电影，大多以流动电影院的形式巡展；在尼日利亚制作的最早的故事片是1926年由杰弗里·巴克斯制作的《琐事》。这部电影也是有史以来第一部由尼日利亚演员出演的电影。《琐事》中出现的尼日利亚电影演员包括Dawiya和Yilkuba。该片在今天尼日利亚北部包奇州和高原州的苏拉人和安加斯人中拍摄，讲述了一个英国地区官员和一个锡矿工之间的较量导致了一场战争。在这个时代，还有几部以尼日利亚为背景的电影，其中最引人注目的是1935年由佐尔坦·科尔达拍摄的《桑德斯河》，尼日利亚演员奥兰多·马丁斯参演了这部电影。马丁斯还在其他著名的电影中出现，包括《来自摩洛哥的男人》（1945年）、《两个世界的男人》（1946年）等，这使马丁斯成为当时公认的尼日利亚演员之一。截至1921年，在拉各斯大陆还有另外四个大厅每周放映两次电影，在Ebute Metta和Oshodi各有一个放映电影的大厅。此时，电影在拉各斯已经比较流行，通常有成群的年轻人和老人在剧院大厅的门口等候。基督教传教士利用电影院宣传宗教，因此宗教也助力了电影文化的发展。
1949年至1950年，与之前放映内容不同的是，在电影院出现了更多来自尼日利亚的内容；在被称为电影制作“非洲化”的趋势推动下，尼日利亚电影部门成立，以分散殖民电影制作。在整个十年中，殖民电影部门通过其流动电影车向当地观众放映健康和教育影片。殖民电影部门还制作了新闻片和简短的纪录片，向国内和海外观众展示了庆祝活动和殖民功绩。

## 黄金时代
1960年尼日利亚独立后，电影业迅速发展，新的电影院相继成立。1963年尼日利亚公布了电影法，第二年又作了修订。然而，美国、印度、中国和日本的电影大量涌入；这些电影的海报遍布剧院大厅，其中的演员在尼日利亚受到欢迎。在1960年代末到1970年代，影院中的尼日利亚电影有所增加，特别是来自尼日利亚西部的作品，这是因为像Hubert Ogunde和Moses Olaiya一样的前戏剧从业者转行到电影业。这些电影人还使用赛璐珞拍摄了第一部完全商业化的尼日利亚电影。
由于担心外国文化涌入尼日利亚，1972年，雅各布·高恩颁布了《本土化法令》。法令要求将总共约300家电影院的所有权从外国业主手中转移给尼日利亚人，这导致更多的尼日利亚人在电影院和电影领域发挥积极作用。尼日利亚的剧作家、编剧和电影制片人也在同一时期涌现；流行文学和戏剧作品改编成电影。1976年，在拉各斯建成了可容纳5000人的国家艺术剧院，这个剧院被称作“Iganmu”。剧院与两个电影院可以容纳700多人的电影院合并。此时，电影院的生意创造了大量就业，雇佣了很多人；尼日利亚人在电影院放松、娱乐，电影院也承载了重要的社会功能。1973年至1978年的石油繁荣也极大地促进了尼日利亚电影文化的自发发展，因为尼日利亚购买力的提高使广大公民有了用于看电影和购买家用电视机的可支配的收入。
1979年尼日利亚成立电影委员会。1981年成立尼日利亚国家电影制片联合公司，在全国19个州都有分公司。1982年成立尼日利亚电影局，负责制片业，建立发行网，但发行网仍控制在印度人和黎巴嫩人手中。在几部表现一般的电影之后，Wale Adenuga的《Papa Ajasco》（1984年）一鸣惊人，在三天内获得约61,000尼日利亚奈拉（约合2015年的21,552,673奈拉）的票房。一年后，Moses Olaiya的《Mosebolatan》（1985年）也在五天内获得了107,000奈拉（约合2015年的44,180,499奈拉）的票房。
尼日利亚的电视广播始于1960年代，早期得到政府的大力支持。到20世纪80年代中期，每个州都有自己的广播站。由于法律限制了电视上的外国内容，拉各斯的制片人开始播放当地流行的戏剧作品。一部分戏剧作品也通过录像带传播，并发展了小规模的非正式的录像带电影交易。到20世纪80年代后期，电影文化遭遇严重的衰退，大多数尼日利亚电影制片人已转向电视制作。尼日利亚电影黄金时代的逐渐衰落归因于几个因素，包括尼日利亚货币奈拉的贬值，缺乏金融与市场支持，缺乏标准的电影制片厂和制作设备，军事独裁导致的政府结构频繁调整，以及从业人员经验不足。电影文化的急剧衰退导致一部分生存下去的电影院被宗教团体收购并改为教堂；其他的电影院关门停业。20世纪90年代初，只有少数曾经充满活力的电影院还在运营，然而残存的电影院在1999年之前全部倒闭。

## 录像片时代
录像带电影市场在尼日利亚的兴起可以追溯到20世纪80年代，当时电视制作蓬勃发展。Jimi Odumosu的《Evil Encounter》上映于1980年，是一部直接在电视上映的恐怖片；这部电影也是第一次告诉人们，直接在录像带上制作电影是多么有利可图。该片在电视播出前广泛地做了宣传，结果第二天早上，街上充斥着录播的录像带拷贝。据报道，电影在阿拉巴市场一炮而红。阿拉巴市场后来成为这一时期的录像带发行中心，也最终成为尼日利亚的盗版中心。在《Evil Encounter》上映之后，在街道上，特别是在尼日利亚南部城市的街道上，交易电视节目录像带拷贝的情景随处可见。
在黄金时代的结束之后，尼日利亚电影业在20世纪90年代经历了第二次大繁荣，据称录影带首映的电影《Living in Bondage》（1992年）的发行是录像片时代的标志。尼日利亚电影行业在21世纪初的中间几年达到顶峰，成为世界上第二大电影产业。就年度电影制作数量而言，尼日利亚电影超过了美国，仅次于印度。尼日利亚电影开始主导整个非洲大陆的银幕，并延伸到加勒比人和侨民，电影极大地影响了文化，电影演员们在整个非洲大陆家喻户晓。这股热潮也导致了一些国家对尼日利亚电影的反制，甚至出现了“非洲的尼日利亚化”等理论。

## 新尼日利亚电影
自2000年代中期以来，在录像片时代结束后，尼日利亚电影经历了一些重组，以促进产出的质量和行业的专业性，《小塑像》（2009年）被广泛认作当代尼日利亚电影的重大转折，是“新尼日利亚电影”的标志。此后，电影机构重新崛起，尼日利亚的电影文化也在稳步回归。截至2013年，根据其价值和产生的营收，尼日利亚电影被评为世界上第三大最有价值的电影产业。
与家庭录像带时代不同，新浪潮中的电影质量普遍大幅度提高，预算也大得多；平均在4000万奈拉（约合25万美元）和1.2亿奈拉（约合75万美元）之间。这些电影的制作期需要几个月，甚至横跨几年，与通常在几天或几周内完成拍摄的录像带式的电影相差甚远。新尼日利亚电影的其他明显改进包括：演员的表演更加细腻；与录像带时代明显夸张的情节不同，更加实际，更有逻辑性，而且故事总体上更好。这些电影所探讨的主题往往具有自发的世界性特征，因为大多数电影人都比较年轻。适当的版权和发行系统仍然是新尼日利亚电影的主要挑战之一。

## 反响
2009年，联合国教科文组织将诺莱坞评为在产量上仅次于印度电影的世界第二大电影产业。

### 非洲
自2000年以来，尼日利亚电影开始主导整个非洲大陆乃至海外侨民的电视屏幕。尼日利亚电影演员家喻户晓，从着装方式到讲话以及尼日利亚俚语的使用，尼日利亚电影对许多非洲国家的文化产生了重大影响。据马蒂斯·温克勒，这要归功于尼日利亚电影讲述了关系更亲切的故事，并使得价格低得多的外国电影在音像店的货架上蒙尘。
这种无法抗拒的流行也导致了一些国家对尼日利亚电影的反对与抵制；例如，在加纳，有报道称出售尼日利亚电影的商店被警察突然搜查；据警察说，“他们正在努力避免被尼日利亚电影所殖民”。其他几个国家的政府也采取了保护主义措施，其中包括对在本国拍摄电影的制作公司乱征税。2010年7月，加纳开始向入境的尼日利亚演员征收1000美元，向制片人和导演征收5000美元。刚果民主共和国也曾试图禁止尼日利亚电影。尼日尔本土艺术的拥护者Jean Rouch将尼日利亚电影比作“艾滋病”。他说，非洲似乎出现了“尼日利亚化”，担心整个大陆已经开始“以尼日利亚的方式打响指”。

### 欧洲
尼日利亚电影在欧洲的非洲侨民社区，特别是在英国，拥有强大的追随人群。